# Campionat italià de waterpolo femení
El campionat italià de waterpolo femení és la màxima competició femenina de waterpolo d'Itàlia. Està format per la Sèrie A1, A2, B i C. L'Orizzonte Catania és l'equip amb més títols.

## Palmarès
- 20 títols: AS Orizzonte Catania
- 7 títols: ASD Volturno SC
- 4 títols: Plebiscito Padova
- 1 títol: Fiorentina Waterpolo
- 1 títol: AS Pro Recco
- 1 títol: Rapallo Pallanuoto
- 1 títol: RN Imperia

## Historial
| - 1985 - Volturno - 1986 - Volturno - 1987 - Volturno - 1988 - Volturno - 1989 - Volturno - 1990 - Volturno - 1991 - Volturno - 1992 - Orizzonte Catania - 1993 - Orizzonte Catania - 1994 - Orizzonte Catania - 1995 - Orizzonte Catania - 1996 - Orizzonte Catania - 1997 - Orizzonte Catania - 1998 - Orizzonte Catania - 1999 - Orizzonte Catania - 2000 - Orizzonte Catania | - 2001 - Orizzonte Catania - 2002 - Orizzonte Catania - 2003 - Orizzonte Catania - 2004 - Orizzonte Catania - 2005 - Orizzonte Catania - 2006 - Orizzonte Catania - 2007 - Fiorentina Waterpolo - 2008 - Orizzonte Catania - 2009 - Orizzonte Catania - 2010 - Orizzonte Catania - 2011 - Orizzonte Catania - 2012 - Pro Recco - 2013 - Rapallo Pallanuoto - 2014 - RN Imperia - 2015 - Plebiscito Padova - 2016 - Plebiscito Padova | - 2017 - Plebiscito Padova - 2018 - Plebiscito Padova - 2019 - Plebiscito Padova - 2020 - no assignat |